# Cabbage Patch Kids
Die Cabbage Patch Kids sind eine Reihe von Puppen. Sie basieren auf einem Entwurf, der ursprünglich von Martha Nelson Thomas geschaffen wurde.
Die Puppenmarke war eine der beliebtesten Spielzeug-Moden der 1980er Jahre und eines der am längsten bestehenden Puppen-Franchises in den Vereinigten Staaten. Die Figuren erschienen in vielen anderen Cabbage-Patch-Merchandising-Produkten, von Zeichentrickfilmen über Plattenalben bis hin zu Brettspielen. Die Marke erzielte bislang über 2 Milliarden US$ an Umsatz, wovon die Schöpferin Martha Nelson Thomas keinen Penny sah. Die Serie Garbage Pail Kids parodiert die Puppen.